# 25
25. је била проста година.

## Догађаји
- Цар Тиберије решава спор између Месеније и Спарте око Агер Дентхелиала на планини Тајгет, дајући земљу Месенији.
- Луције Елије Сејан безуспешно покушава да се ожени Ливилом.
- Историчар Аул Кремуције Кордус је изведен пред Сенат под оптужбом да је „вређао величанство римског народа“.